# Tinea apicimaculella
Tinea apicimaculella är en fjärilsart som beskrevs av Victor Toucey Chambers 1875. Tinea apicimaculella ingår i släktet Tinea och familjen äkta malar. Inga underarter finns listade i Catalogue of Life.